# 弗洛伊德陨石坑
弗洛伊德陨石坑（Freud）是月球正面位于施勒特尔月谷西部的一座极小的撞击坑，其名称取自奥地利心理学家、精神分析家、精神病专家及神经学家西格蒙德·弗洛伊德（1856年-1939年），1973年被国际天文学联合会正式接受。

## 描述

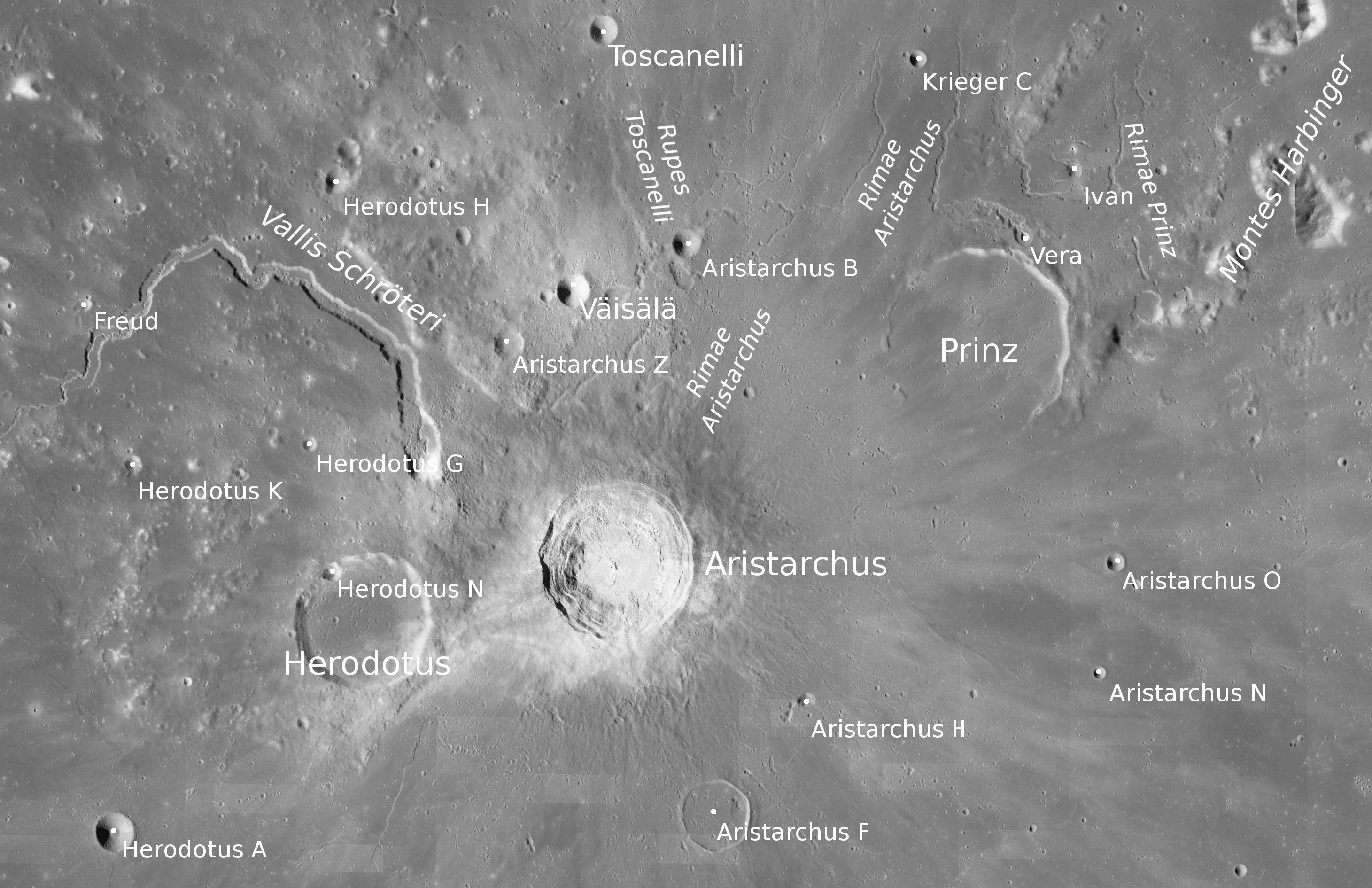
弗洛伊德陨石坑的周边，月球勘测轨道飞行器拍摄。

该陨坑西北靠近拉曼陨石坑、东侧和东南分别毗邻维萨拉陨石坑和希罗多德陨石坑，它的西面是广袤的风暴洋，北面坐落了希罗多德山，而往东数公里则分布了蜿蜒的施勒特尔月谷。该陨坑中心月面坐标为25°47′N 52°24′W / 25.79°N 52.40°W，直径2.85公里，深约506米。
弗洛伊德陨石坑坐落在非正式称为阿里斯塔克斯高原的西北边缘—一处直径约120公里，高出风暴洋表面2000米，分布有大量起源于火山的构造及月沟在内的区域。该陨坑外观呈圆杯状，几乎未受到侵蚀和磨损，坑壁边沿完整清晰，内侧平整光滑，且带有较高的反照率。其坑壁最大高出周边地形100米，内部容积约0.93立方千米。形态特征隶属于ALC 型（以该类陨石坑的典型代表—卫星坑阿尔巴塔尼环形山 C所命名）。

## 另请参阅
- Andersson, L. E.; Whitaker, E. A. . NASA RP-1097. 1982.
- Blue, Jennifer. . USGS. July 25, 2007  [2007-08-05]. （原始内容存档于2012-04-08）.
- Bussey, B.; Spudis, P. . New York: Cambridge University Press. 2004. ISBN 978-0-521-81528-4.
- Cocks, Elijah E.; Cocks, Josiah C. . Tudor Publishers. 1995. ISBN 978-0-936389-27-1.
- McDowell, Jonathan. . Jonathan's Space Report. July 15, 2007  [2007-10-24]. （原始内容存档于2012-05-26）.
- Menzel, D. H.; Minnaert, M.; Levin, B.; Dollfus, A.; Bell, B. . Space Science Reviews. 1971, 12 (2): 136–186. Bibcode:1971SSRv...12..136M. doi:10.1007/BF00171763.
- Moore, Patrick. . Sterling Publishing Co. 2001. ISBN 978-0-304-35469-6.
- Price, Fred W. . Cambridge University Press. 1988. ISBN 978-0-521-33500-3.
- Rükl, Antonín. . Kalmbach Books. 1990. ISBN 978-0-913135-17-4.
- Webb, Rev. T. W.  6th revised. Dover. 1962. ISBN 978-0-486-20917-3.
- Whitaker, Ewen A. . Cambridge University Press. 1999. ISBN 978-0-521-62248-6.
- Wlasuk, Peter T. . Springer. 2000. ISBN 978-1-85233-193-1.

## 外面链接
- 月球数码摄影图集. （页面存档备份，存于）
- LAC-38 图中的弗洛伊德陨石坑. （页面存档备份，存于）
- 弗洛伊德陨石坑周边月面图. （页面存档备份，存于）
- LM-38 图中的弗洛伊德陨石坑. （页面存档备份，存于）
- 弗洛伊德陨石坑周边地形图. （页面存档备份，存于）
- 维基月球环形山在线解说- 弗洛伊德陨石坑. （页面存档备份，存于）
- Andersson, L.E., and E.A. Whitaker, 美国宇航局月球地名目录,美国宇航局参考出版物 1097, 1982年10月. （页面存档备份，存于）